# Rezerwat przyrody Jezioro Wielkie
Jezioro Wielkie – faunistyczny rezerwat przyrody w województwie lubuskim, w powiecie międzyrzeckim, w gminie Trzciel.
Obszar rezerwatu objęty jest ochroną czynną.

## Podstawa prawna
Nr rej. woj. – 39

### Akt prawny obejmujący rezerwat ochroną
Zarządzenie Ministra Ochrony Środowiska, Zasobów Naturalnych i Leśnictwa z dnia 9 października 1991 roku w sprawie uznania za rezerwaty przyrody (M.P. z 1991 r. nr 38, poz. 273).

## Położenie
Woj. lubuskie, powiat międzyrzecki, gm. Trzciel, obręb ewidencyjny m. Świdwowiec; (dz. nr 2026/1 – 2,34 ha, dz. nr 2029/2 – 3,18 ha, dz. nr 2038/1 – 1,44 ha) w zarządzie Nadleśnictwa Trzciel (dz. nr 214/4 – 3,13 ha) własność Klub Przyrodników w Świebodzinie (dz. nr 214/2 – 2,10 ha), w zarządzie Agencji Nieruchomości Rolnych Oddz. Terenowego w Gorzowie Wlkp. (dz. nr 216 – 217,51 ha) w zarządzie Marszałka Województwa Lubuskiego.

## Właściciel, zarządzający
Skarb Państwa, Nadleśnictwo Trzciel, Klub Przyrodników w Świebodzinie, Agencja Nieruchomości Rolnych Oddział Terenowy w Gorzowie Wlkp., Marszałek Województwa Lubuskiego.

## Powierzchnia pod ochroną
236,30 ha

## Opis przedmiotu poddanego ochronie
Jezioro Wielkie jest zbiornikiem stosunkowo płytkim, średnia głębokość wynosi około 2,5 m. Wody jeziora silnie zeutrofizowane. W okresie wegetacji woda traci przejrzystość przybierając zielone zabarwienie. Na jeziorze znajdują się trzy wyspy o powierzchni 2,34 ha. Jedna porośnięta jest starym, ponad 200-letnim mieszanym drzewostanem z przewagą dębu o charakterze naturalnym. Pozostałe dwie wyspy pokryte są młodszym drzewostanem z przewagą świerka i olszy. Brzegi Jeziora Wielkiego prawie w całości otoczone są lasami, tylko przy ujściu rzeki Obry poprzez szeroki pas trzcin, jezioro graniczy z nieużytkowanymi łąkami i pastwiskami porośniętymi zwartym turzycowiskiem. Teren wokół jeziora jest silnie wyniesiony i pagórkowaty. Na omawianym obszarze występuje około 120 gatunków ptaków. Z tej liczby 32 gatunki to taksony w skali kraju zagrożone. Znaczna część gatunków na omawianym terenie występuje licznie, tworząc jedne z liczniejszych populacji na ziemi lubuskiej, a nawet w zachodniej Polsce. W szczycie przelotów liczebność ptaków wodnych dochodzi do 6 tys. osobników.

## Cel ochrony
Zachowanie ze względów naukowych i dydaktycznych biotopów lęgowych oraz miejsc żerowania i odpoczynku ptaków wodnych.